# Idaea carneola
Idaea carneola är en fjärilsart som beskrevs av W. Warren 1897. Idaea carneola ingår i släktet Idaea och familjen mätare. Inga underarter finns listade i Catalogue of Life.